# El Casco (Los Silos)
El Casco es una de las entidades de población que conforman el municipio de Los Silos, en la isla de Tenerife —Canarias, España—, siendo además su capital administrativa. Tiene una población estimada, en 2020, de 1.387 habitantes.

## Características
El Casco se halla ubicado entre la Montaña Aregume, el barranco de Sibora y las estribaciones más orientales del macizo de Teno, localizándose a una altitud de unos 100 m s. n. m.
Está formado por los núcleos de El Casco, Fátima y Susana.

### Bien de Interés Cultural
El casco urbano se encuentra protegido como Bien de Interés Cultural con categoría de Conjunto Histórico desde 2004.

## Comunicaciones
Al barrio se accede a través de la carretera general TF-42 que conecta Icod de los Vinos con Buenavista del Norte.

### Transporte público
En autobús —guagua— queda conectado mediante la siguiente línea de TITSA:
| Línea | Trayecto                                                         | Recorrido     |
| ----- | ---------------------------------------------------------------- | ------------- |
| 363   | Puerto de la Cruz - Buenavista del Norte (por Icod de los Vinos) | Horario/Línea |